# O altă șansă
O altă șansă (titlu original: The Family Man) este un film de Crăciun american din 2000 regizat de Brett Ratner. Rolurile principale au fost interpretate de actorii Nicolas Cage și  Téa Leoni. 

## Prezentare
Jack Campbell este un om de afaceri de succes și talentat care lucrează pe Wall Street și locuiește în New York City. Acesta este un om necăsătorit dar fericit. Jack are tot ce-i trebuie sau cel putin așa crede. Cu 13 ani în urmă și-a părăsit iubirea vieții sale (pe Kate Reynolds) pentru a pleca la studii la Londra. După ce încearcă să-l ajute pe Cash în Ajunul Crăciunului se trezește a doua zi într-un univers paralel în care nu a mai plecat niciodată la Londra, s-a căsătorit cu Kate cu care are doi copii și are o slujbă modestă ca vânzător de anvelope la Big Ed.

## Distribuție
- Nicolas Cage - Jack Campbell
- Téa Leoni - Kate Reynolds / Kate Campbell
- Don Cheadle - Cash
- Makenzie Vega - Annie Campbell
- Jake and Ryan Milkovich - Josh Campbell
- Jeremy Piven - Arnie
- Lisa Thornhill - Evelyn Thompson
- Saul Rubinek - Alan Mintz
- Josef Sommer - Peter Lassiter
- Harve Presnell - Ed Reynolds
- Mary Beth Hurt - Adelle
- Francine York - Lorraine Reynolds
- Amber Valletta - Paula
- Ken Leung - Sam Wong
- Kate Walsh - Jeannie
- Gianni Russo - Nick
- Tom McGowan - Bill
- Joel McKinnon Miller - Tommy
- Robert Downey Sr. 'A Prince' - Man in house
- Paul Sorvino (scene șterse) - Sydney Potter

## Lansare
A avut premiera la 22 decembrie 2000.  The Family Man a fost pe locul #3 în box office-ul nord-american în săptămâna premierei, cu încasări de 15,1 milioane $, după filmele What Women Want și Cast Away. La 15 săptămâni de la premieră, filmul a avut încasări de 75.793.305 $ în SUA și Canada și 48.951.778 $ în restul lumii, având un total de  124.745.083$ încasări.